# Венецианская ренессансная архитектура

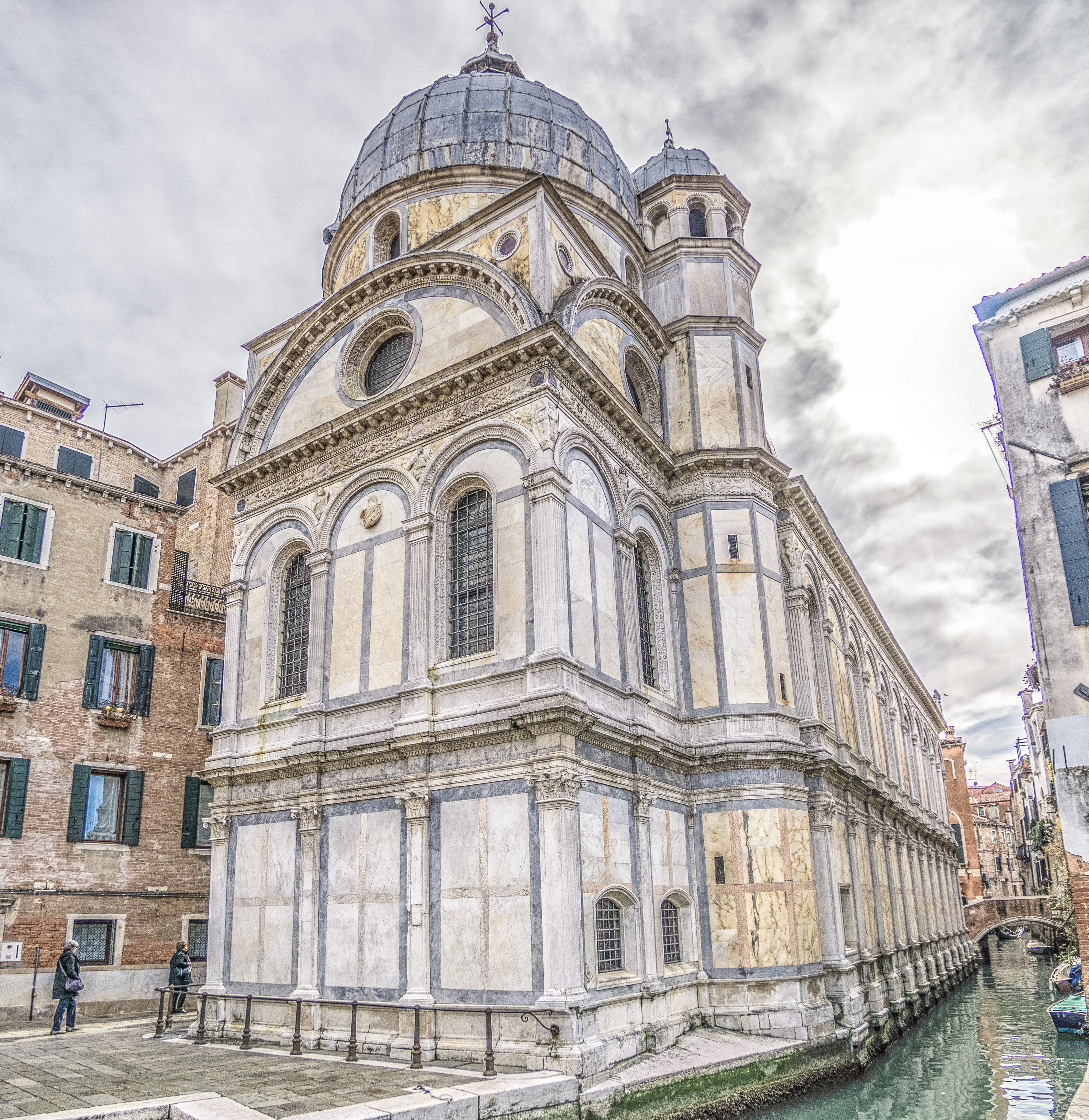
Санта-Мария-дей-Мираколи, 1480-е годы, работы Пьетро Ломбардо

Венецианская ренессансная архитектура — стилистический период в архитектуре Венеции, который начался значительно позже, чем во Флоренции, не ранее 1480-х годов. На протяжении этого архитектурного периода, ренессансные здания в Венеции в основном строились архитекторами, приглашенными из других частей Италии. Венеция часто страдала от пожаров, но была богатым городом, поэтому в городе постоянно велось большое количество строительных и ремонтных работ. Фасады венецианских зданий было принято богато декорировать — это было элементом престижа их владельцев и церковных общин.
По сравнению с ренессансной архитектурой других итальянских городов, в Венеции наблюдалась некоторая степень консерватизма, особенно это касалось общего стиля зданий, цветовой гаммы фасадов и формы окон, в которых арочные или закругленные вершины, иногда с классической версией ажурных украшений венецианской готики, оставались длительное время очень популярными, дольше, чем в других городах Италии. Дворец дожей многократно перестраивался после пожаров, однако фасады неизменно восстанавливались в первоначальном готическом стиле.
Венецианская элита верила в важность архитектуры как элемента укрепления престижа Венецианской республики, — постановление Сената в 1535 году отмечало, что Венеция — «самый красивый и выдающийся город, который в настоящее время существует в мире». В то же время соревновательность в богатстве архитектуры между патрицианскими семьями не поощрялась, рекомендовалось придерживаться «гармоничного равенства», это ограничение касалось как пышности архитектуры и декора зданий, так и других сфер,, новации ради новаций не одобрялись. Хотя гости Венеции восхищались богатыми декорами венецианских зданий, венецианская архитектура не оказывала большого влияния за пределами владений республики до времен архитектора Андреа Палладио (1508—1580), чей стиль палладианство был некоторое время чрезвычайно влиятельным в Европе и Новом Свете, особенно после смерти архитектора.

## Ранние ренессансные сооружения Венеции

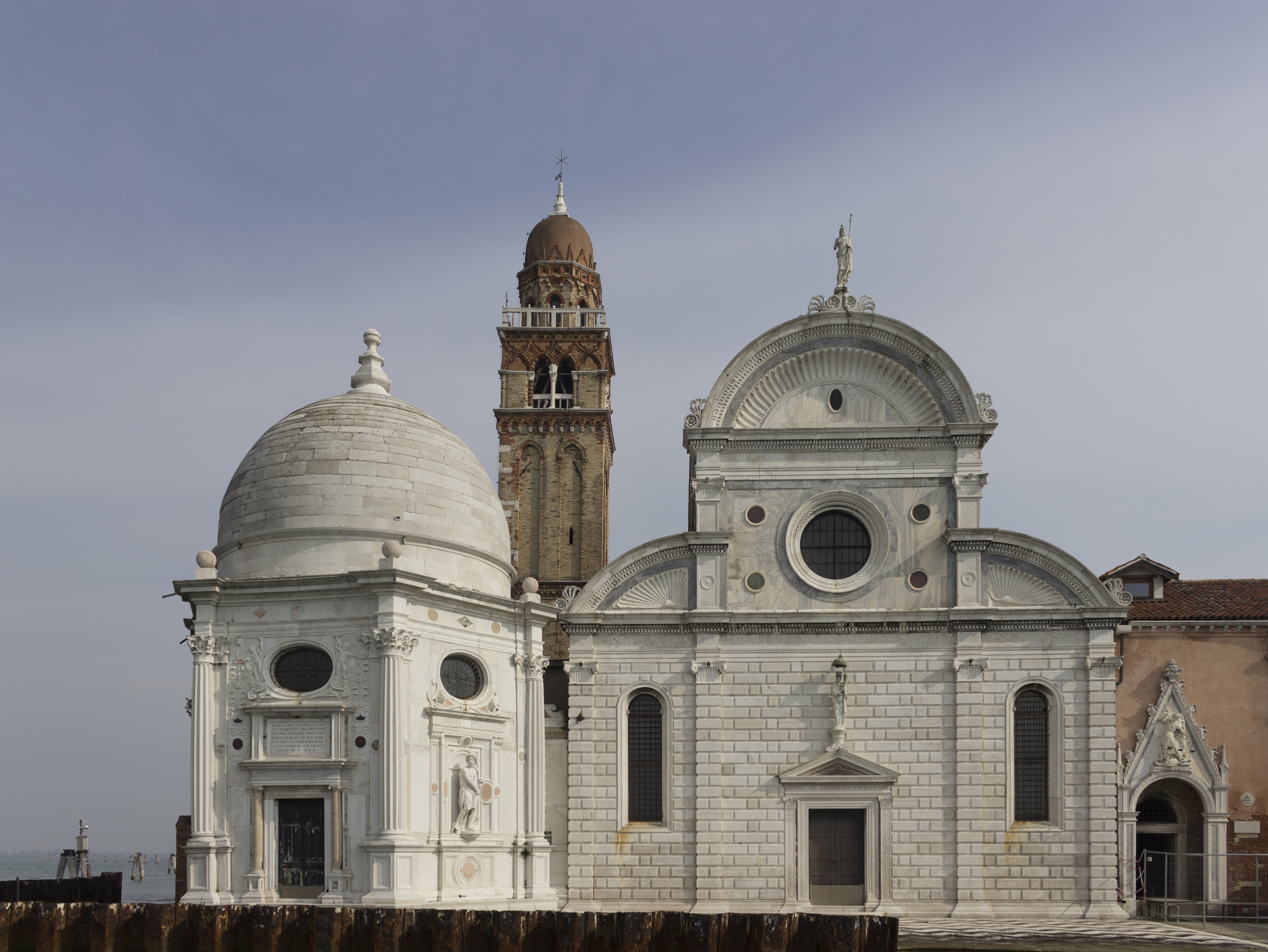
Архитектор Мауро Кодуччи, церковь Сан-Микеле-ин-Изола, 1469 год, первое ренессансное здание Венеции

Главные морские ворота города — Арсенал, «Porta Magna», были построены в конце 1450-х годов и стали одним из первых произведений венецианской ренессансной архитектуры. Они были спроектированы под влиянием древнеримской Арки Сергия, — триумфальной арки в Пуле в Истрии, — тогда эта территория принадлежала Венеции. Примерно в то же время была построена «Арко Фоскари», сложный навес или триумфальная арка для церемониального входа во двор Дворца дожей, — эта арка выполнена в классическом стиле на нижних ярусах, но вверху использует готические пинакли.
Первым храмом ренессансной архитектуры в окрестностях Венеции стала католическая церковь Сан-Микеле-ин-Изола на небольшом острове Сан-Микеле, расположенным между Венецией и островом Мурано является первым религиозным зданием ренессансной архитектуры в Венеции. В 1469 году архитектор Мауро Кодуччи перестроил часть монастыря в церковь и новый фасад был выполнен в ренессансном стиле.

## Архитекторы ренессанса Венеции

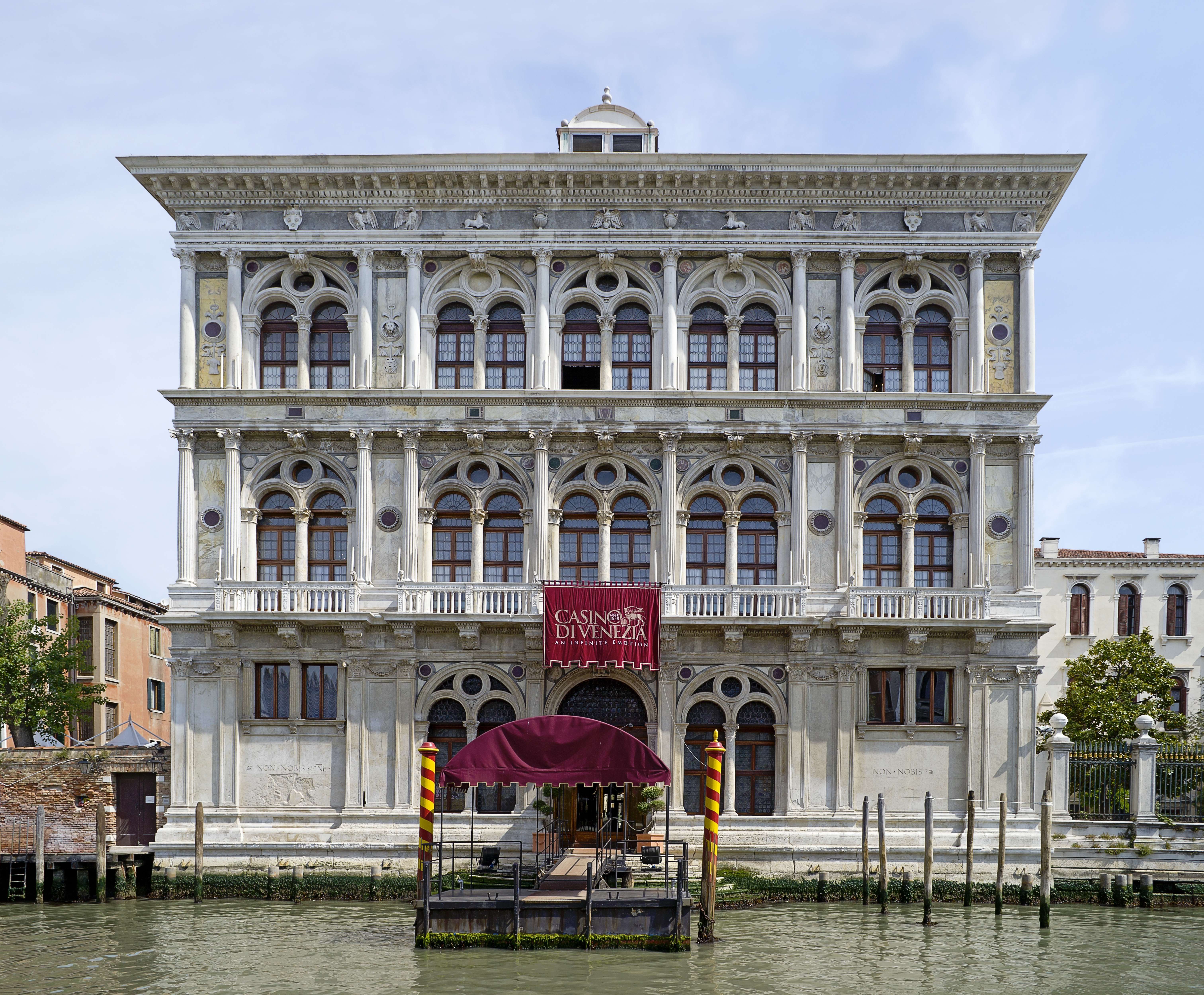
Архитектор Мауро Кодуччи, палаццо Вендрамин-Калерджи, 1481 год

Большинство венецианских архитекторов не были уроженцами города или даже территорий на материке Венецианской республики — Террафермы. Большие бюджеты, доступные в Венеции, привлекали архитекторов со всей северной и центральной Италии. Многие художники и скульпторы, пробовали себя к качестве архитекторов. Кроме Якопо Сансовино, наиболее известными из них являются представители семьи Ломбарди, особенно Пьетро Ломбарди (1435—1515), а также маньерист Алессандро Витториа (1525—1608). История венецианской архитектуры сложна из-за практики считать архитектором «протомаэстро» или «прото», который осуществлял общее руководство строительством, отчитывался перед наблюдательными комитетами, отвечал за найм мастеров и подрядчиков, закупку материалов, контроль качества — имя именно этого человека часто сохранялось в архивах, однако не всегда этот человек был автором архитектурного облика здания.
Мауро Кодуччи (1440—1504) из Ломбардии был одним из первых архитекторов, работавших в ренессансном стиле в Венеции, его сын Доменико помогал ему и продолжал его практику после его смерти. Его работы в общественных зданиях включают верхние этажи Сан-Заккариа, Сан-Джованни-Кризостомо (начат в 1497 году), Санта-Мария-Формоза (начат в 1492 году) и Прокурации Веккьо на Пьяцца Сан-Марко. Он, вероятно, спроектировал Часовую башню Святого Марка (с 1495 года) и работал со скульпторами над восстановлением Скуола Гранде-ди-Сан-Марко после пожара в 1485 году. Пожар в 1483 году уничтожил восточное крыло Дворца дожей, и Кодуччи выиграл конкурс на его замену, создав совершенно разные проекты для фасадов, выходящих во двор и наружу. По проектам Кодуччи построены также палаццо Вендрамин-Калерджи (1481 год) и Дзорци-Галеони. Его ренессансные работы хорошо сочетаются и гармонируют с элементами венецианской готики.
Другие архитекторы, активно работавшие в ранний период Ренессанса, включают Джорджо Спавенто (активен с 1489 года или раньше, умер в 1509 году), и Антонио дель Аббонди, также известного как Скарпаньино (умер в 1549 году), который был активен с 1505 года. Сан-Себастьяно, начатая в 1506 году, является ранней работой. Оба этих архитектора имели много правительственных заказов.

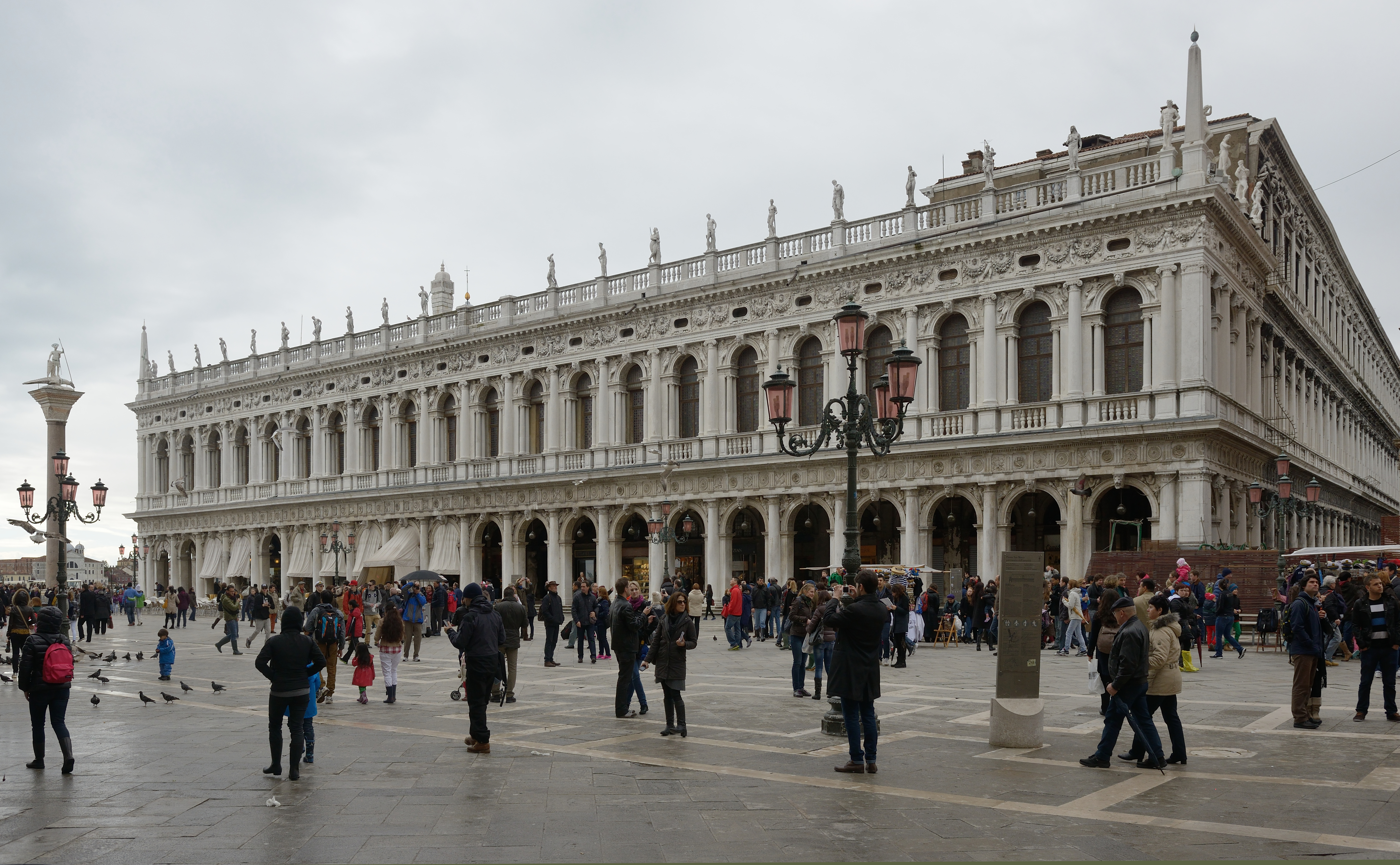
Якопо Сансовино, Библиотека Марчиана, 1537 год

Якопо Сансовино (1486—1570), также важный скульптор, был флорентийцем с успешной карьерой во Флоренции и затем в Риме. Он бежал в Венецию после катастрофического разграбления Рима в 1527 году, и в 1529 году был назначен главным архитектором и управляющим имуществом (Протомаэстро или Прото) у Прокураторов Святого Марка. Первый проект Сансовино в Венеции, Палаццо Гритти, не был реализован, так как его проект, хотя и блестящий, сочли чересчур оригинальным и новаторским; Сансовино не понял консервативную стилистику сдержанного величия, нравящуюся венецианским патрициям. Однако его проект стабилизации деревянной конструкции куполов Собора Сан-Марко, с помощью железных колец, «сделал ему репутацию» в 1527 году. Вскоре Сансовино нашёл стиль, который удовлетворил венецианских заказчиков и этот стиль стал «определяющим для всей последующей истории венецианской архитектуры». Стилистика Сансовино определила облик большей части территории вокруг Пьяцца Сан-Марко за пределами самой Базилики Святого Марка, архитектор спроектировал Библиотеку Марчиана (с 1537 года) и монетный двор Дзекка. По его проектам были построены палаццо Корнер-делла-Ка-Гранда (1532) и Дольфин-Манин (1536).
Библиотека Марчиана считается его «бесспорным шедевром» и ключевым произведением венецианской ренессансной архитектуры. Палладио, который видел её строительство, назвал её «возможно самой богатой, когда-либо построенной с времен древних до настоящего времени», и Фредерик Хартт описал её как «безусловно одну из самых удовлетворительных структур в истории итальянской архитектуры». Она имеет чрезвычайно заметное место, с длинным фасадом, выходящим на Дворец дожей через Пьяццетта ди Сан-Марко, и короткими сторонами, выходящими на лагуну и Пьяцца Сан-Марко.

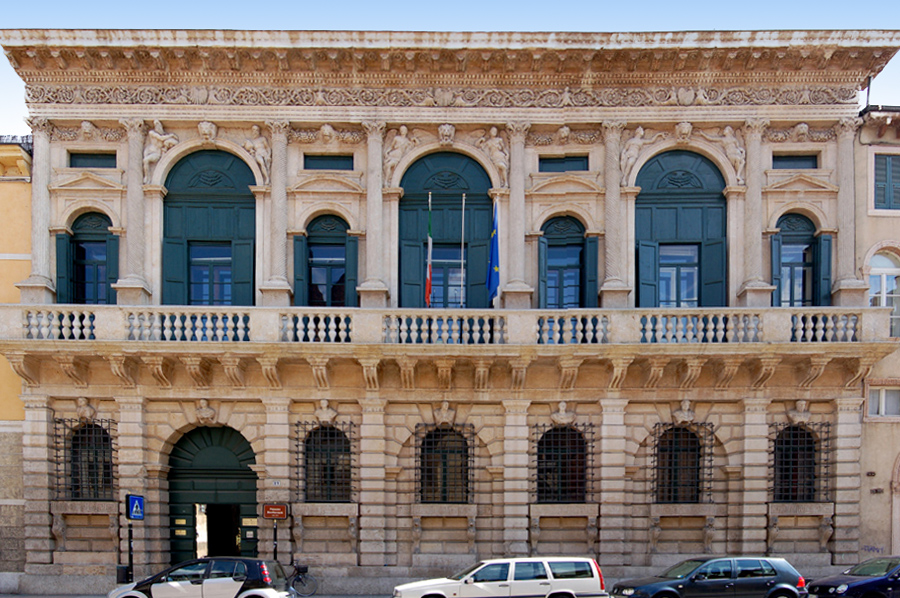
Архитектор Микеле Санмикели, Палаццо Бевилаква, Верона, 1529 год

Микеле Санмикели (1484—1559) из Вероны, которая тогда входила в состав Террафермы, обучался профессии на юге, и, по возвращении в Верону в 1527 году, был нанят государством в качестве военного архитектора. Большая часть его работы была связана с укреплениями и военными или морскими зданиями вокруг венецианских территорий, особенно в Вероне, но он также построил ряд палаццо, которые были очень оригинальными и подвели венецианскую архитектуру к маньеризму. Результатом его работы в Вероне стало строительство нескольких зданий, которые определили архитектурный стиль города так же, как определили стиль Виченцы работы Палладио. Палаццо Бевилаква в Вероне (начат в 1529 году) является самым известным из них.

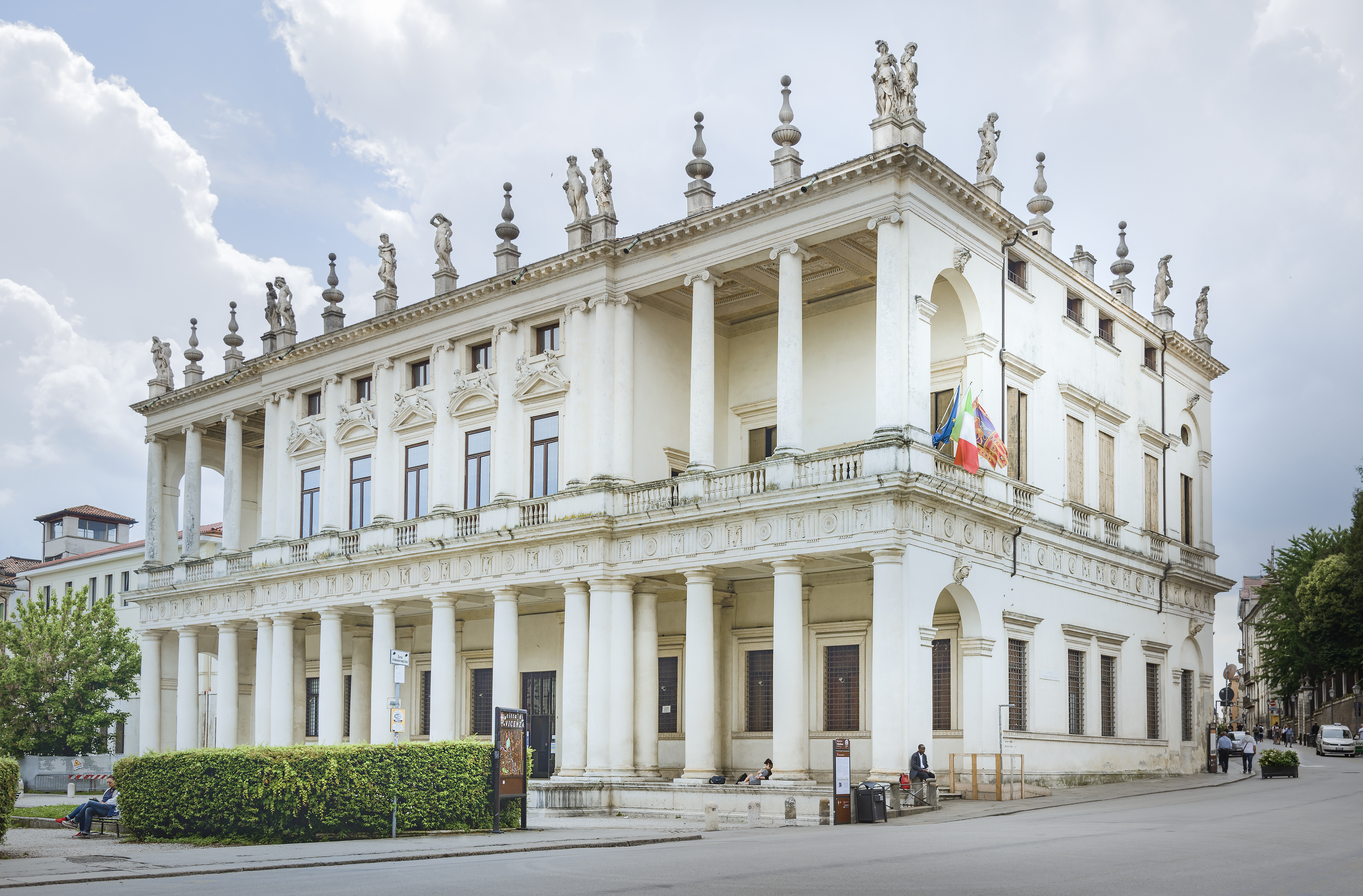
Архитектор Палладио, Палаццо Кьерикати, Виченца, 1551 год

Главным архитектором позднего венецианского Ренессанса был Андреа Палладио (1508—1580), который также был ключевой фигурой в поздней итальянской ренессансной архитектуре и её самым важным писателем по архитектуре. Но кроме двух больших церквей на острове Сан-Джорджо-Маджоре (с 1566 года) и Иль Реденторе (с 1577 года), он спроектировал относительно мало в самом городе по ряду причин. Он спроектировал Виллы Палладио, в Виченце и ряд знаменитых загородных домов, относительно небольших по сравнению с некоторыми на юге, для венецианской элиты. Стиль Палладио позже развился в палладианскую архитектуру как в Британии, так и в американских колониях, и его Венецианское окно, с центральным арочным верхом, взяло очень венецианский элемент по всему миру. Всемирное наследие «Город Виченца и палладианские виллы Венето» включает 23 здания в городе и 24 загородные виллы.
Так называемая Базилика Палладио в Виченце, начатая в 1549 году, представляет собой серию фасадов с лоджиями, охватывающими большой готический общественный зал города, используемый для таких целей, как судебные залы, где впервые появляется его разработанная версия венецианского окна; это называется Палладианское окно или «Палладианский мотив». Здесь оно появляется на обоих этажах, что менее распространено, когда его копируют. Здание опирается на Библиотеку Марчиана Сансовино, но «более строго архитектурное, менее зависимое от скульптуры и в то же время более гибкое». В Палаццо Кьерикати, начатом в 1551 году, снова есть два этажа лоджий, но фасад разделен вертикально на три части, продвигая верхний этаж в центре.

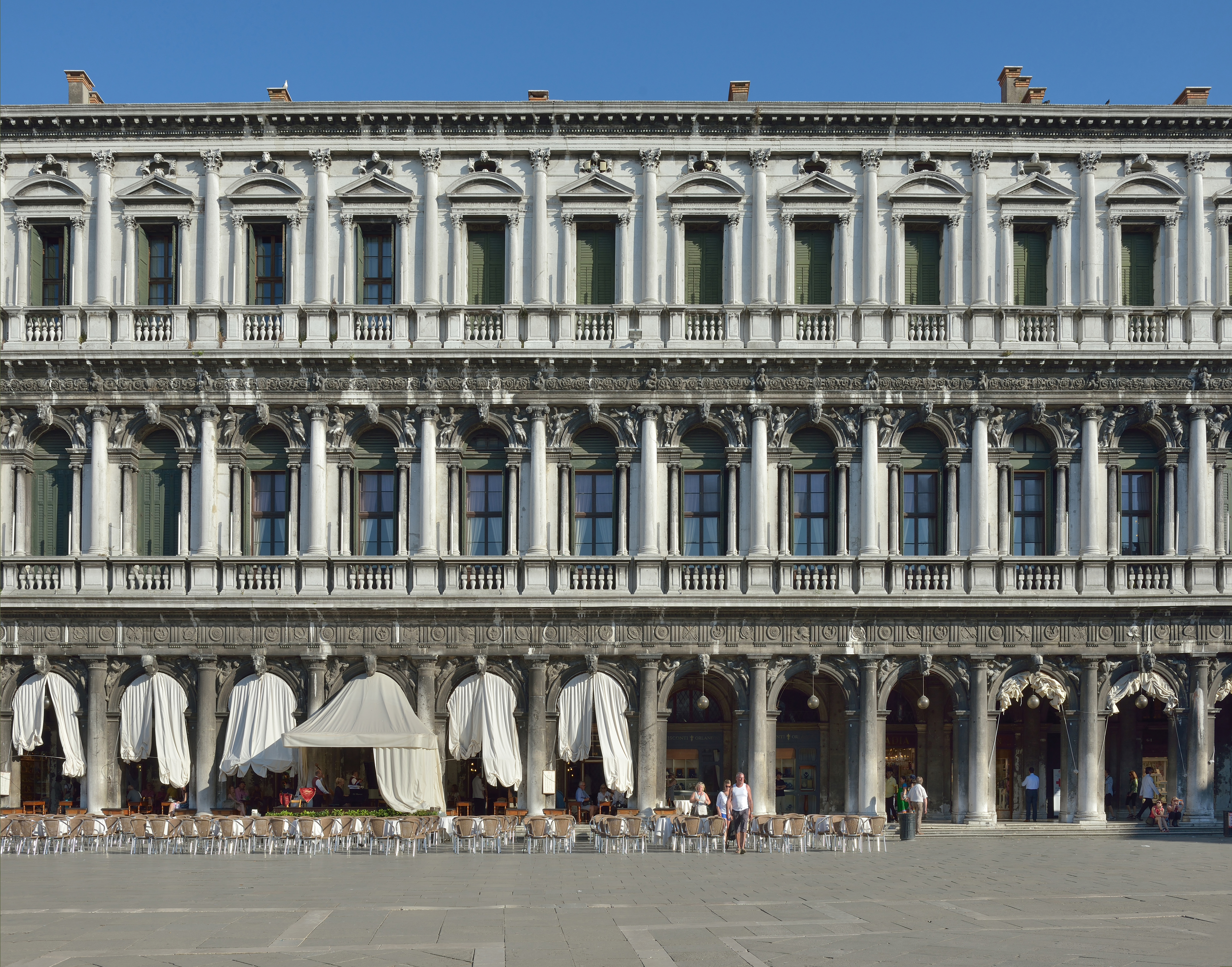
Архитектор Винченцо Скамоцци, Прокурации Нуове на Пьяцца Сан-Марко, 1586 год

Винченцо Скамоцци (1548—1616) из Виченца переехал в Венецию только в 1581 году, через год после смерти Палладио. Он спроектировал Новые прокурации на Пьяцца Сан-Марко и завершил многие проекты, которые Палладио оставил незавершенными. Его ученик Бальдассаре Лонгена (1598—1682), который на редкость родился в городе, в свою очередь завершил проекты Скамоцци и, хотя он ввел полноценное барокко в Венецию, многие здания, особенно дворцы, продолжали развивать барочный вариант венецианского ренессансного стиля.

## Венецианские книги по архитектуре
Венеция была крупным европейским центром книгопечатания и стала главным центром издательства книг об архитектуре. Витрувий — единственный значительный классический писатель по архитектуре, чьи работы дошли до нас со времён античности, — его работа «Десять книг об архитектуре» была тщательно изучена всеми архитекторами Ренессанса. Хотя латинский текст был напечатан ранее, первое издание с иллюстрациями в виде гравюр на дереве было выпущено монахом Фра Джованни Джокондо в Венеции в 1511 году.
«Семь книг об архитектуре» Себастьяно Серлио (1475—1554) также были опубликованы в Венеции, в нескольких томах с 1537 года. Он работал в городе как архитектор, но оставил немного зданий. Эти книги также были хорошо иллюстрированы и стали обязательными для архитекторов того времени, — его книги тиражировались и переводились по всей Европе. Патрицианский гуманист, священнослужитель и венецианский дипломат Даниэле Барбаро был покровителем Палладио (Вилла Барбаро), и Палладио выполнил иллюстрации к итальянскому переводу Витрувия, который Барбаро выполнил в 1556 году. «Четыре книги об архитектуре» авторства Палладио вышедшие в 1570 году, с иллюстрациями самого Палладио, также оказали огромное влияние по всей Европе.
Основная книга Винченцо Скамоцци «L’Idea dell’Architettura Universale» была опубликована в 1615 году и по сути обращена к работам Палладио; книга оказала влияние на распространение палладианства.

## Особенности строительства в Венеции
Венеция построена на грязевых отмелях Венецианской лагуны, и большинство зданий в городе до сих пор стоит на большом количестве деревянных свай, вбитых в грязь. На эти сваи сверху помещены здания Венеции, основным строительным материалом является кирпич, причем фасады ренессансных зданий обычно облицованы истрийским камнем, разновидностью известняка белого цвета с сероватым оттенком. Истрийский камень привозился морем из карьеров в Истрии. Этот камень выдерживал агрессивные воздух и воду лагуны, особенно во время наводнений,, гораздо лучше, чем мрамор. Другие камни разных цветов часто использовались для контраста, особенно красный Веронский мрамор. Мармуорино или «коккиопесто» — Венецианская штукатурка, изготовленная из измельченного известняка, кирпича и терракотовых фрагментов, была типичной отделкой для внутренних стен зданий Венеции, а иногда использовалась и для отделки внешних стен.

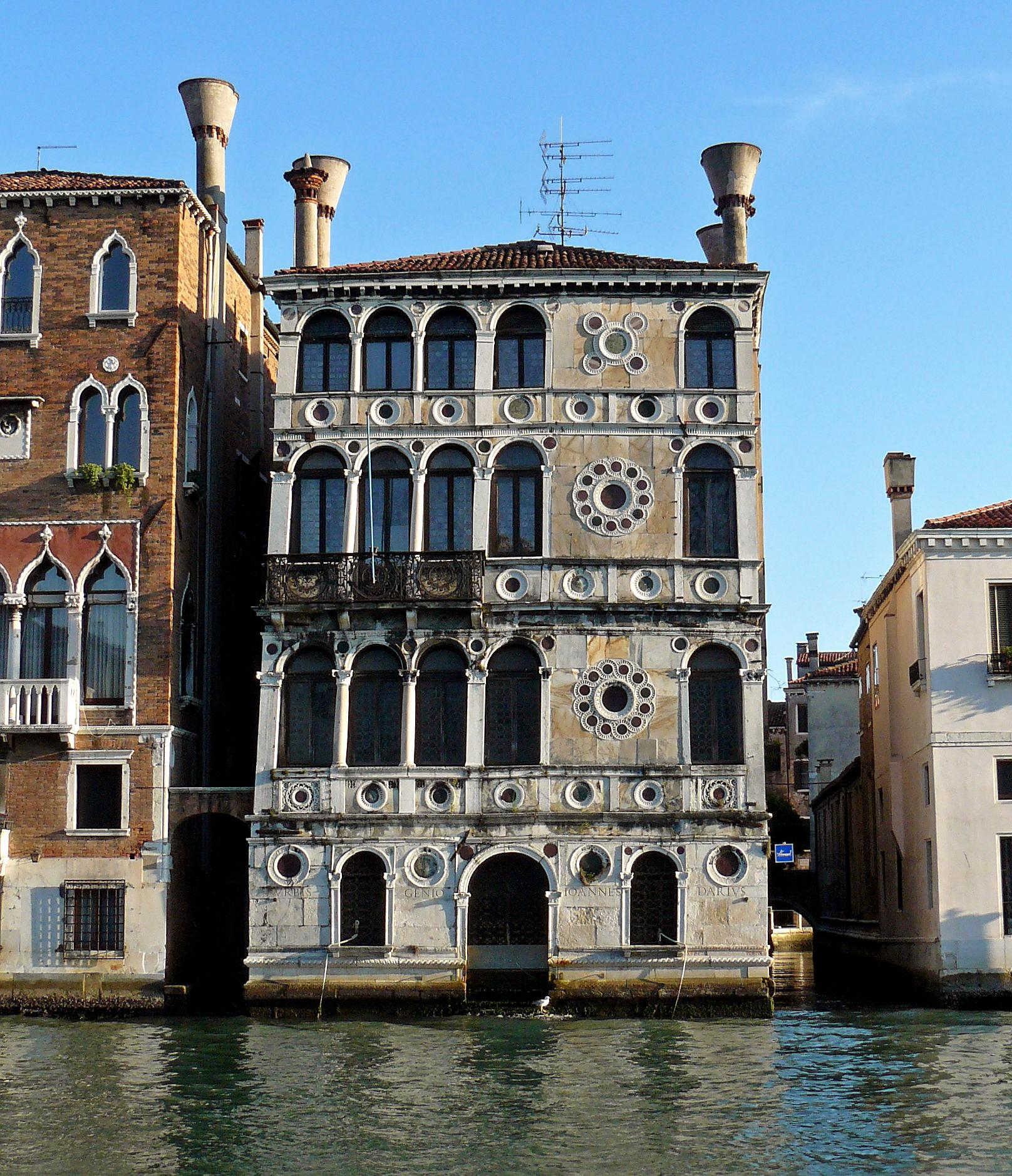
Палаццо Ка-Дарио, 1480-е годы, с характерными венецианскими дымоходами

В интерьерах предпочтение отдавалось плоским потолкам, поддерживаемым деревянными балками, а не сводам, которые могли бы треснуть, когда здание оседает на свайном фундаменте. Для устройства полов использовались два слоя половиц, уложенных перпендикулярно друг к другу, в свою очередь они лежали на балках. Различные типы древесины использовались для разных целей, и к периоду Ренессанса ближайшие материковые леса поблизости Венеции были вырублены, и стоимость древесины значительно возросла. Венецианские дымоходы характерной перевернутой конусовидной формы с терракотовыми крышками, были разработаны, чтобы препятствовать разлёту искр и предотвратить пожары.
К моменту начала периода ренессанса в архитектуре Венеции, большая часть острова уже был застроена, с плотно расположенными зданиями в центре — это хорошо видно на большой ксилографии «Вид на Венецию», выполненной Якопо де Барбари в 1500 году. Таким образом, большинство крупных ренессансных зданий при строительстве, были ограничены существующими границами участка. Поскольку здания были плотно расположены, Венеция была подвержена пожарам более других городов, что создавало необходимость в новом строительстве, взамен сгоревших зданий. В частности, район Риальто выгорел почти полностью при пожаре в 1514 году, а Дворец дожей сильно пострадал от пожаров в 1483, 1547 и 1577 годах, хотя готические фасады сохранились. Постоянно производящиеся в Венеции ремонты и строительство новых зданий, приводило к наличию в городе строительных рабочих высокой квалификации. Тем не менее, постройка крупных зданий часто занимало от десяти до двадцати лет и более.
В отличие от дворцов или домов богатых семей в других городах Италии, Венеция не нуждалась в строительстве оборонных сооружений, крепостных стен и башен. Дороговизна земельных участков способствовала строительству высоких зданий по меркам того времени, и основной доступ для света часто был с фасада, который поэтому обычно имел бо́льшее количество окон, чем дворцы в других городах Италии. Также не было редкостью надстройка дополнительных этажей к старым зданиям. Население города, которое достигло шестизначного числа около 1300 года, достигло своего пика около 190 000 человек перед ужасной по своим последствиям чумой в 1575-77 годах, которая унесла жизни около трети населения города.

## Истрийский камень в Венеции
Венеция не имела местного строительного камня, поэтому камень для строительства палаццо завозился морем. Его массовый ввоз, особенно из старых каменоломен, расположенных около городов Врсар и Златни-Рат, начался после присоединения истрийских городов к Венецианской республике в 1267—1335 годах. А первое известное упоминание использования истрийского камня при строительстве Венеции датируется 568 годом, когда Венеция только начинала строиться. Венецианцы широко использовали его в строительстве и облицовке фасадов домов, церквей, палаццо, мостов, каналов, полов сооружений вплоть до конца XVIII века. По имеющимся сведениям 80 % камня используемого для строительства Венеции было привезено из Истрии. Благодаря дешевизне морских перевозок камня и его физическим и механическим свойствам (камень хорошо переносил агрессивную морскую среду лагуны), Венецианский Сенат специальным решением в 1307 году постановил, что все фасады церквей, палаццо, военных, гражданских и религиозных зданий должны выполняться из истрийского камня. Благодаря этому решению все здания города стилистически связаны друг с другом и представляют собой единый ансамбль. Истрийский камень, обработанный венецианскими каменщиками, экспортировался вплоть до Леванта.

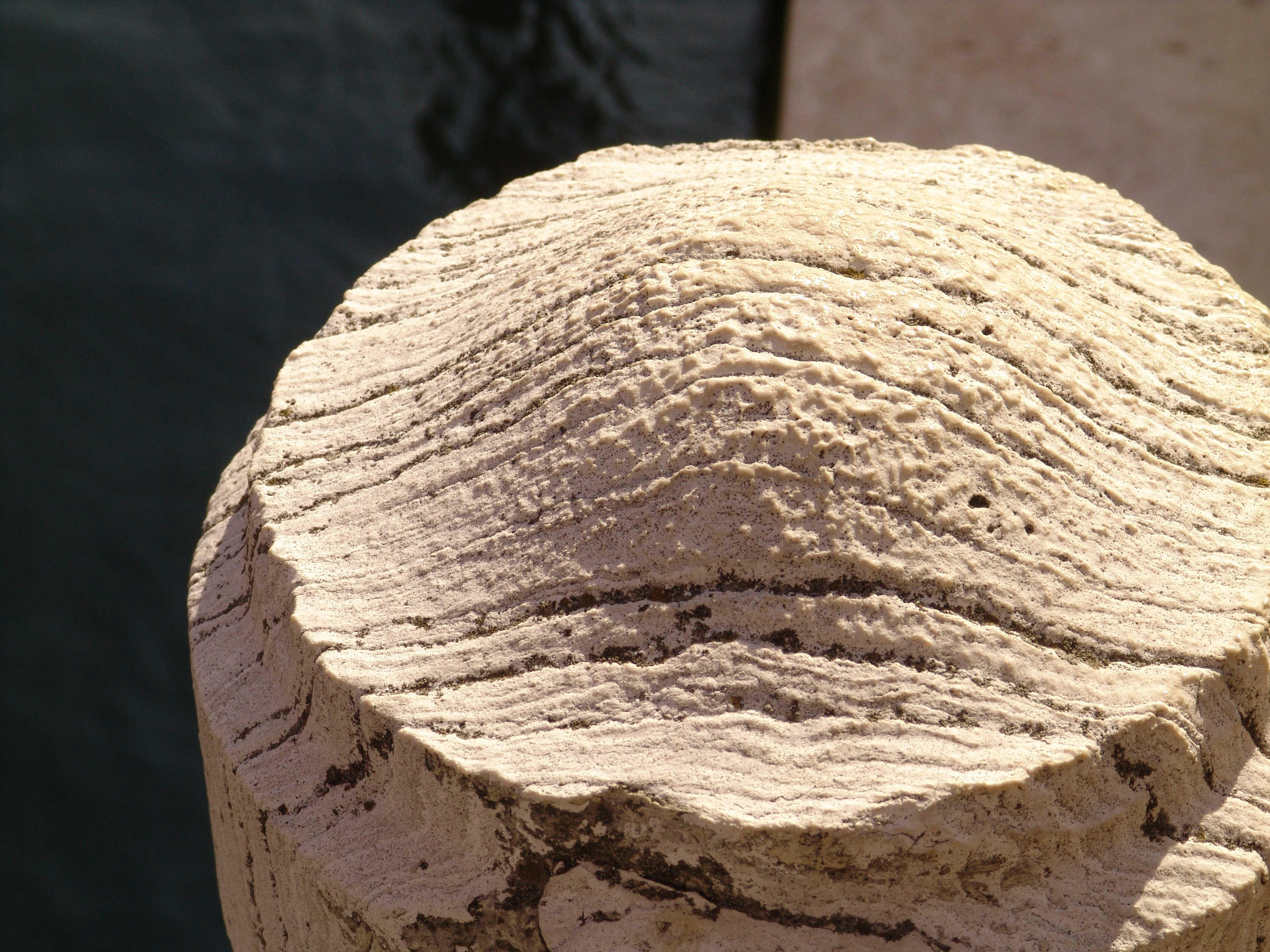
Выветренный истрийский камень в Венеции

Архитектор Франческо Сансовино в своем трактате «Venetia citta nobilissima et singolare» (1580), подчеркнул характерный вид, который придавали Венеции истрийский камень и медно-красный веронский «брокателло» (так называемый «Веронский мрамор»). Согласно Сансовино, истрийский камень привозили из Ровиньи и Бриони на истрийском побережье. Также Сансовино сообщал, что истрийский камень также называли «Либурниец» (лат. Liburnica), по древнему названию местности, где добывался камень.